# Jean-Démosthène Dugourc
Jean-Démosthène Dugourc, né le 23 septembre 1749 à Versailles et mort le 30 avril 1825 à Paris, est un dessinateur ornemaniste et décorateur français.

## Biographie

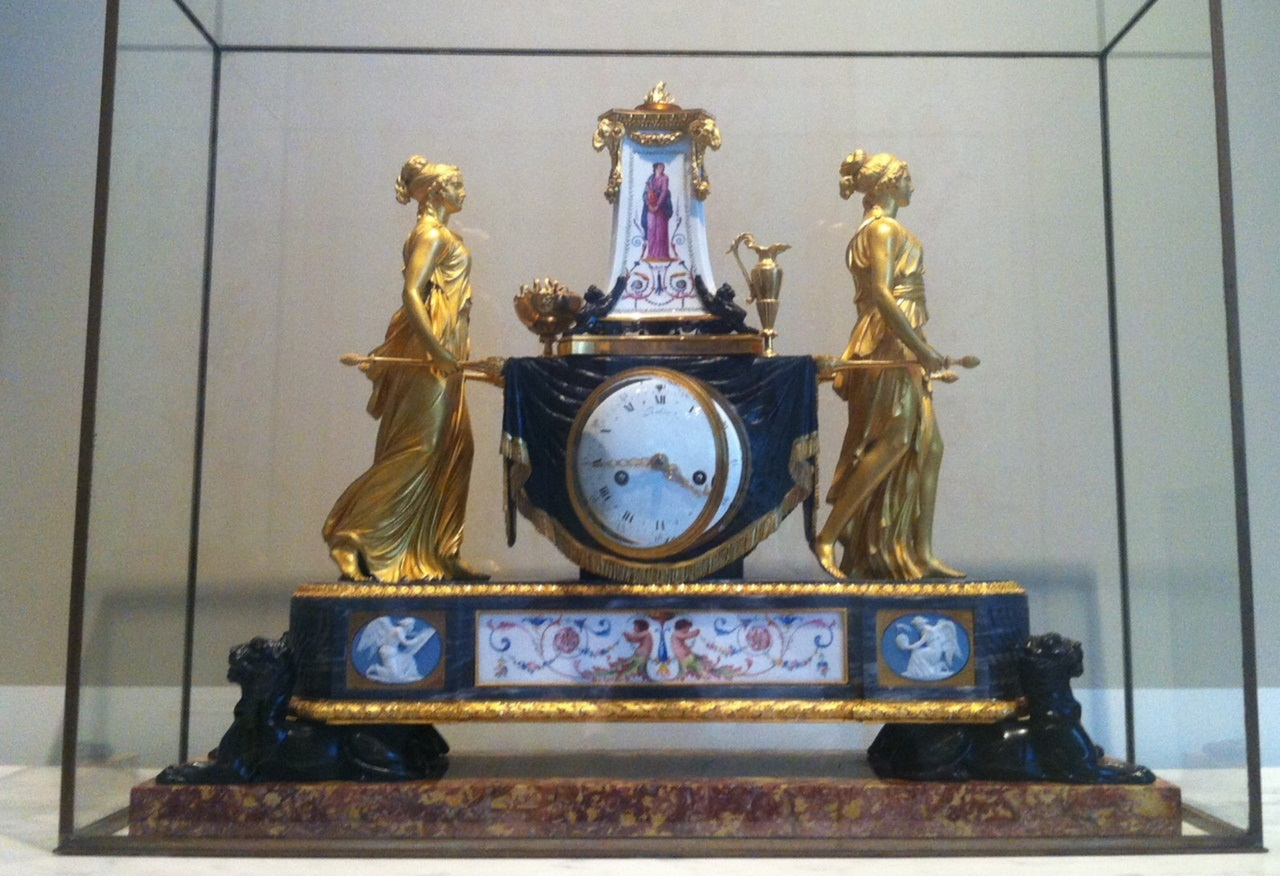
J.-D. Dugourc (d'après un dessin de), Pendules aux Vestales ou Les Porteuses, v. 1788 (Musée des Arts décoratifs)

Décorateur, peintre, dessinateur, Jean-Démosthène Dugourc est un artiste aux talents multiples mais dont la carrière est mal connue. Il n’existe pas de véritable étude qui recense sa production. 
Dugourc est le fils d'un officier de la Maison du duc d'Orléans. Il est élève au Collège de Juilly, et élève de l'abbé Barthélemy. En 1764, il accompagne à Rome le comte de Cany, nommé ambassadeur extraordinaire, et apprend à dessiner d'après l'antique. De retour en France, il devient dessinateur à Valenciennes pour Gribeauval, le réformateur de l'artillerie. 
Installé ensuite à Paris, il sert une clientèle privée avant de s'attacher au comte d'Artois. À Bagatelle (1777-1778), il travaille avec son beau-frère, l'architecte François-Joseph Bélanger, le sculpteur Nicolas Lhuillier, les peintres Dusseaux et Antoine-François Callet. Il contribue à diffuser dans les arts du règne de Louis XVI les arabesques et le goût étrusque : figures de Grâces, de femmes ailées jouant de la lyre, serpents, sphynx, rinceaux, cornes d'abondance, dessins de figures en camaïeux, médaillons, etc.
En 1780, Dugourc est nommé dessinateur du cabinet de Monsieur, comte de Provence, et participe au décor du château de Brunoy. Il fournit aussi des décors pour la Folie Saint-James, pour l'hôtel du duc d'Aumont qui le fait nommer dessinateur du Garde-Meuble, pour la duchesse de Mazarin, le roi de Suède, Catherine II, Lord Shelburne, des modèles de soierie pour Pernon, de meubles pour Georges Jacob et Guillaume Beneman. 
De 1774 à 1790, Jean-Démosthène Dugourc fournit des dessins pour la manufacture de soieries de Camille Pernon à Lyon. Une partie de ses dessins est actuellement conservée par Tassinari & Chatel.
La Révolution venue, il est nommé en 1790 inspecteur général des Manufactures, et il s'associe en 1791 avec Étienne-Alexandre-Jacques Anisson-Dupéron, l'ex-directeur de l'Imprimerie nationale, ci-devant royale, pour mettre sur pied une fabrique de papiers peints. Cette « Manufacture républicaine » ne dura qu'un an et, en mars 1793, Dugourc se voyait obligé de passer une annonce pour « avertir nos concitoyens qu'il ne se fabrique ni ne se vend point de papier peint pour tenture dans notre manufacture des nouvelles cartes à jouer de la République, rue Saint-Nicaise ». 

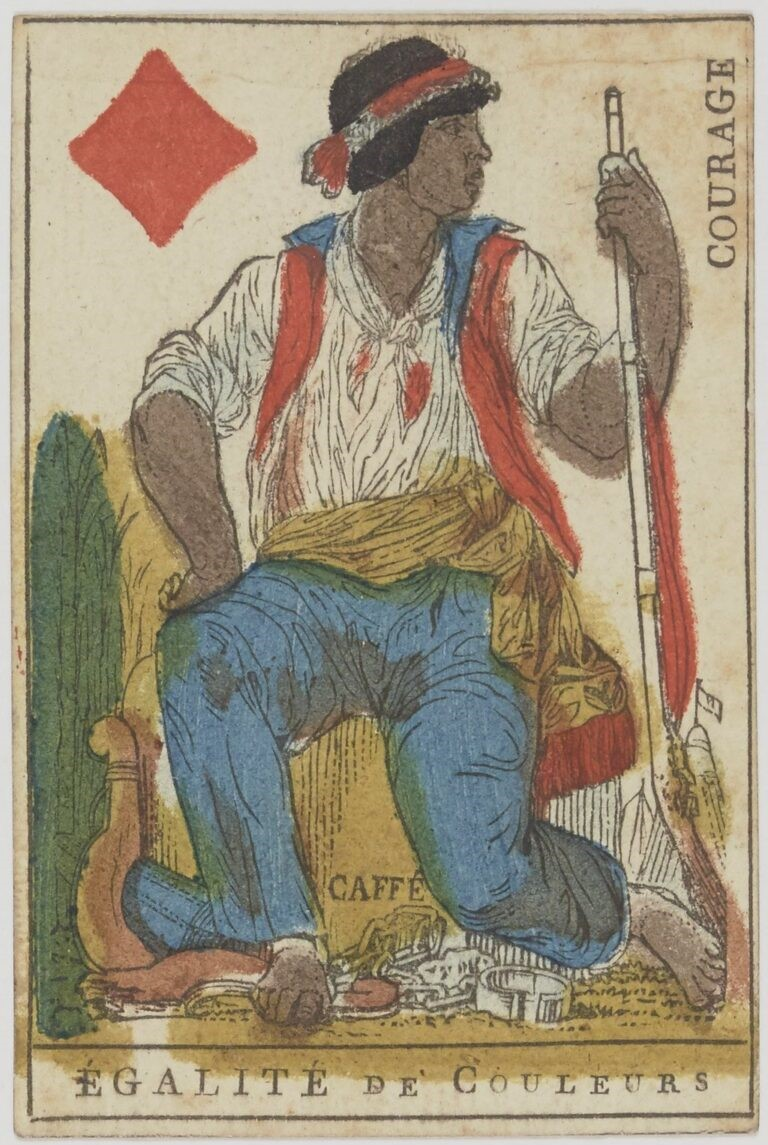
Jean-Démosthène Dugourc, Carte à jouer révolutionnaire, 1793-1794.

En effet, Dugourc a imaginé des cartes à jouer « républicaines », où les rois, reines et valets sont remplacés par des « génies », des « libertés » et des « égalités », lançant ainsi la mode des jeux de cartes « révolutionnaires ». Le 17 février 1793, avec le banquier lyonnais Urbain Jaume, Dugourc prend un brevet de cinq ans « pour l'invention de nouvelles cartes à jouer », en application de la loi de 1791 instituant le brevet d'invention. On ne sait combien de temps dura l'entreprise de cartes à jouer. Dugourc lui-même, qui nous a laissé un récit de sa vie jusqu'en 1800, reste assez évasif sur
ce sujet.
Revenu en Espagne, Dugourc s’installe à Madrid en avril 1800, et peut répondre ainsi à des commandes du roi Charles IV et autres membres de l’aristocratie espagnole. En 1814, il revient à Paris et, en 1816, est rétabli dans la position de dessinateur du Garde-Meuble. Il est ainsi amené à travailler pour les décors de la ré-inhumation de Louis XVI et Marie-Antoinette à la basilique Saint-Denis en 1815 et pour les cérémonies de mariage du duc de Berry (Charles-Ferdinand d’Artois)  en 1816.
Il est mort à Paris en 1825.

## Dessins et Estampes
- La Rochelle, musée du Nouveau Monde :
  - Chactas et Atala surpris par l'orage[9], plume (dessin), lavis, gouache blanche, aquarelle. H. 19;5 ; L29,5 cm. dessin représentant un couple d'Indiens sous l'orage dans un sous-bois, balayé par le vent. des éclairs sillonnent le ciel à l'arrière-plan. Chactas retient Atala effrayée devant l'éclair qui sillonne le ciel.
  - Chactas et Atala surpris par l'orage[10], estampe.
  - Chactas et Atala descendant le fleuve[11], estampe.
  - Atala délivrant Chactas[12], estampe.
  - Mort d'Atala[13], estampe.
- Paris, Beaux-Arts de Paris : 
  - Souper d'Henri IV à Coutras, graphite, plume, encre noire et lavis d'encre de Chine sur papier beige. H. 0,285 ; L. 0,233 m[14]. Cette composition met en scène Henri de Navarre, futur Henri IV, après sa victoire contre le duc Anne de Joyeuse à Coutras en Gironde le 20 octobre 1587. Dugourc choisit de le représenter joyeusement attablé à la suite du combat. Il s'appuie pour ce choix iconographique sur un passage de la célèbre Histoire du roy Henry le Grand, roi de France et de Navarre, suivie d'un recueil de quelques belles citations et paroles mémorables de ce prince d'Hardouin de Péréfixe de Beaumont, parue en 1661[15].
  - Léonard de Vinci mourant dans les bras de François Ier, graphite, plume, encre noire et lavis d'encre de Chine sur papier beige. H. 0,283 ; L. 0,234 m[16]. Ce dessin reprend l'anecdote de Giorgio Vasari qui dans ses Vies des plus excellents peintres, sculpteurs et architectes raconte que le roi lors de l'agonie du peintre lui prenait la tête pour le soutenir. Le roi est placé au centre de la composition. Le décor de la chambre est restitué avec soin. Cette démarche annonce ses talents d'architecte-décorateur[17].
  - Le Réveil du maréchal de Catinat, plume et encre noire, lavis brun, rehauts de gouache blanche, H. 0,270 ; L. 0,431 m[18]. Dugourc travailla dès 1776 à illustrer la vie du maréchal Catinat, qui selon Rousseau était "le seul qui pût être comparé aux hommes illustres de Plutarque." Dans cette feuille il choisit de le représenter au lendemain de la bataille de la Marsaille. Il a dormi dans son manteau au milieu de la Gendarmerie et se réveille sous les acclamations de son armée et entouré des gages de sa victoire[19].

## Interprétation en gravure
- Le lever de la mariée, gravé par Philippe Trière d'après Jean-Démosthène Dugourc.

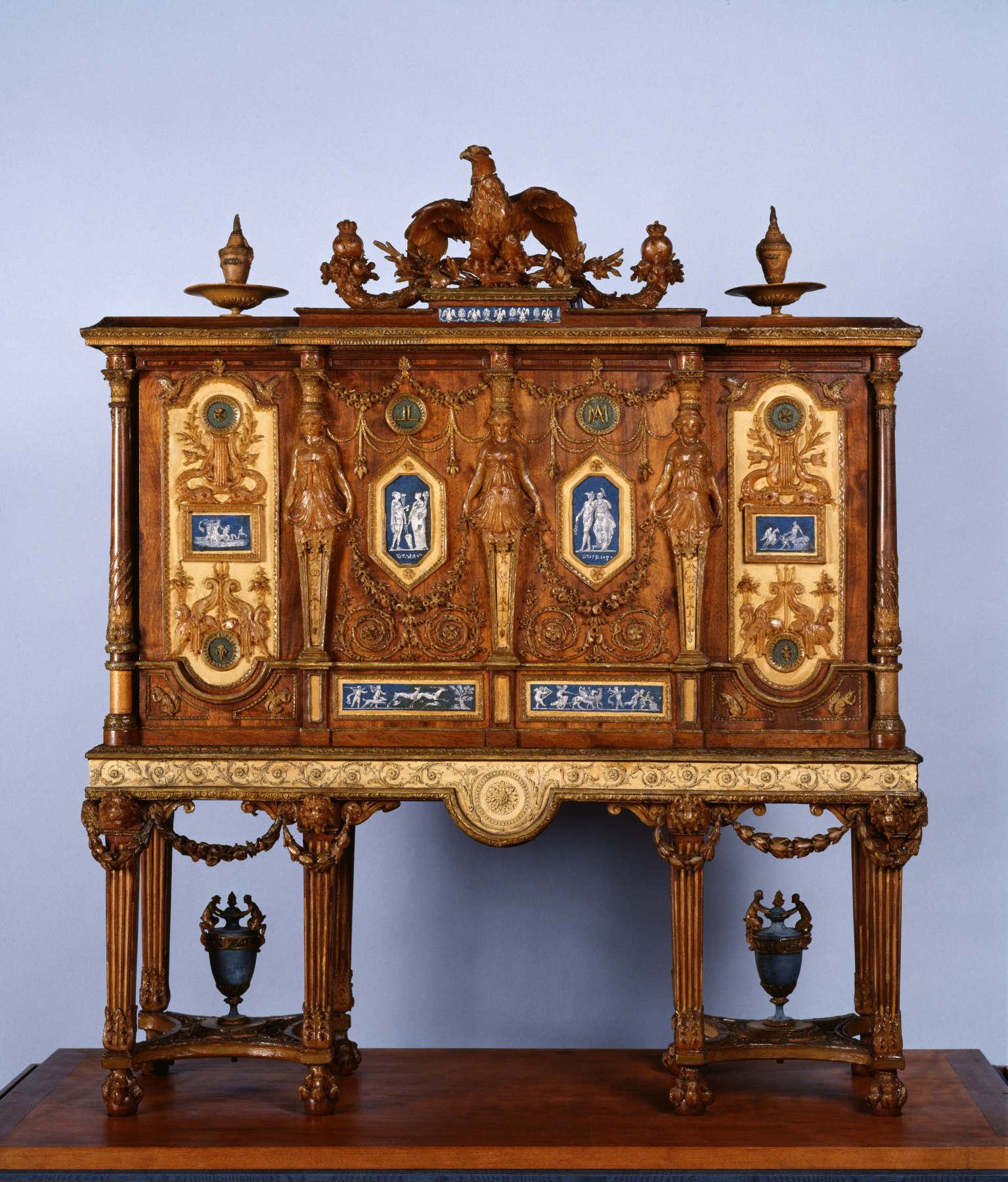
Cabinet pour Marie-Antoinette, 1787
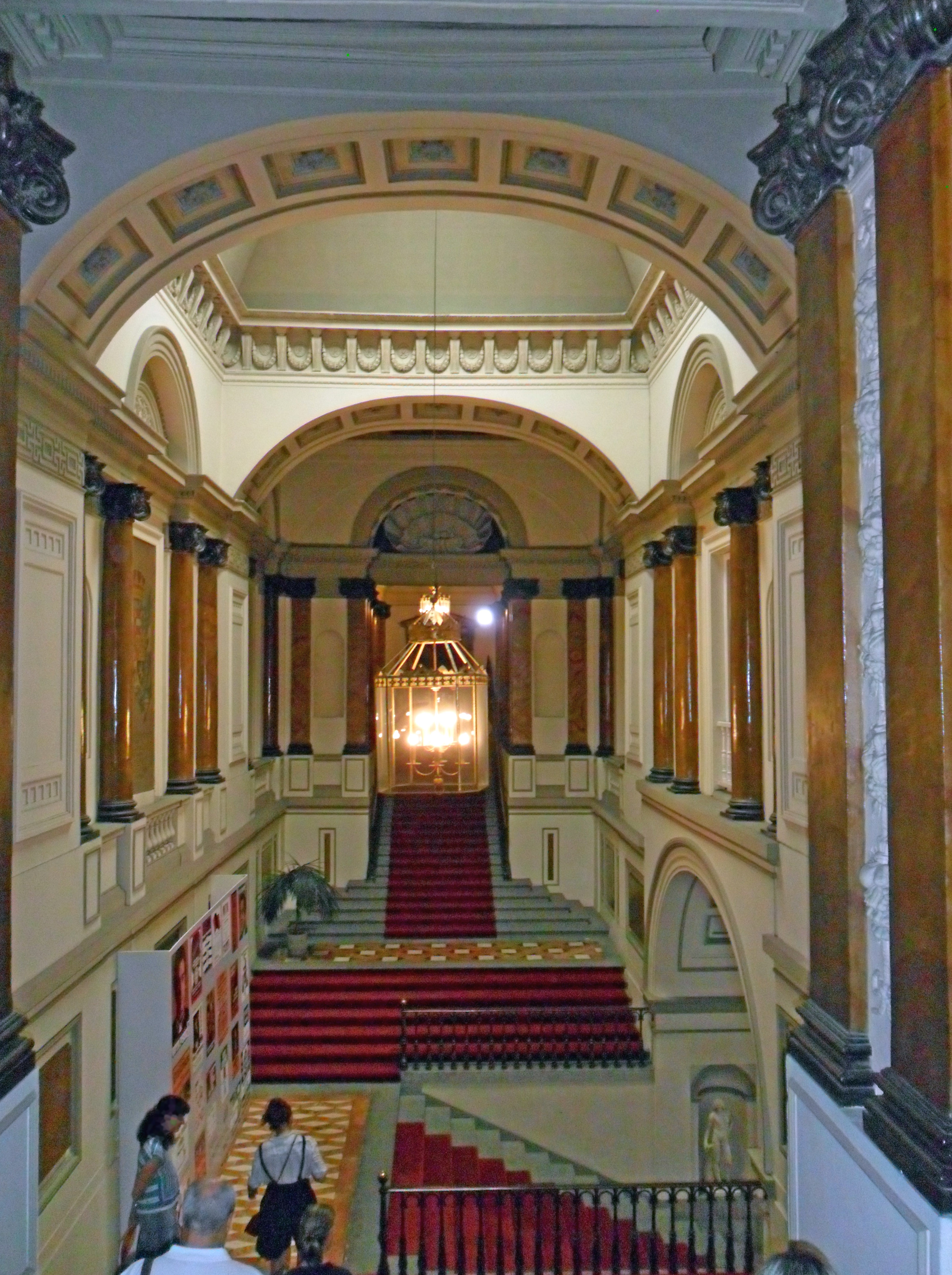
Palais Grimaldi, Madrid, vers 1800
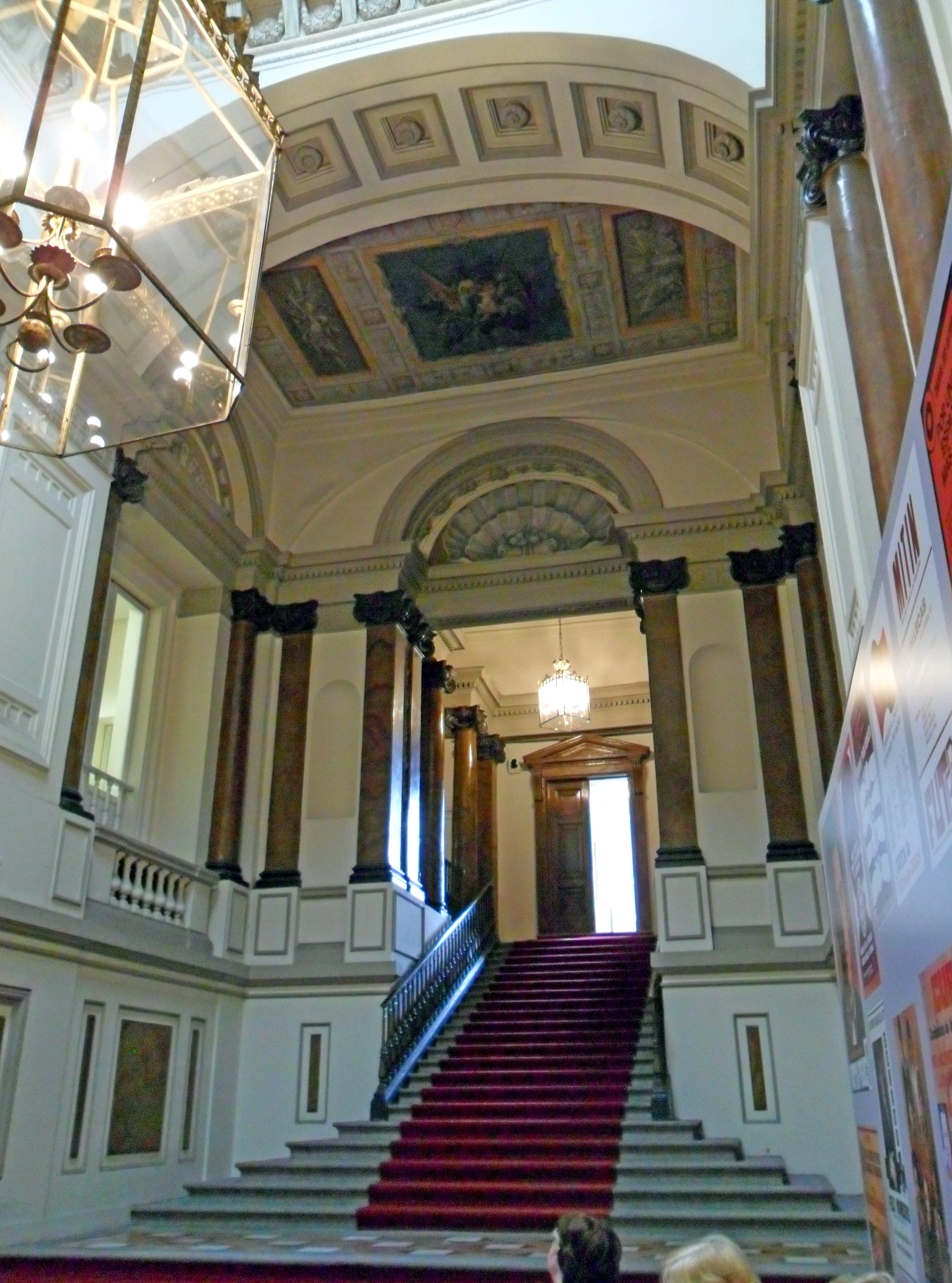
Palais Grimaldi, Madrid, vers 1800
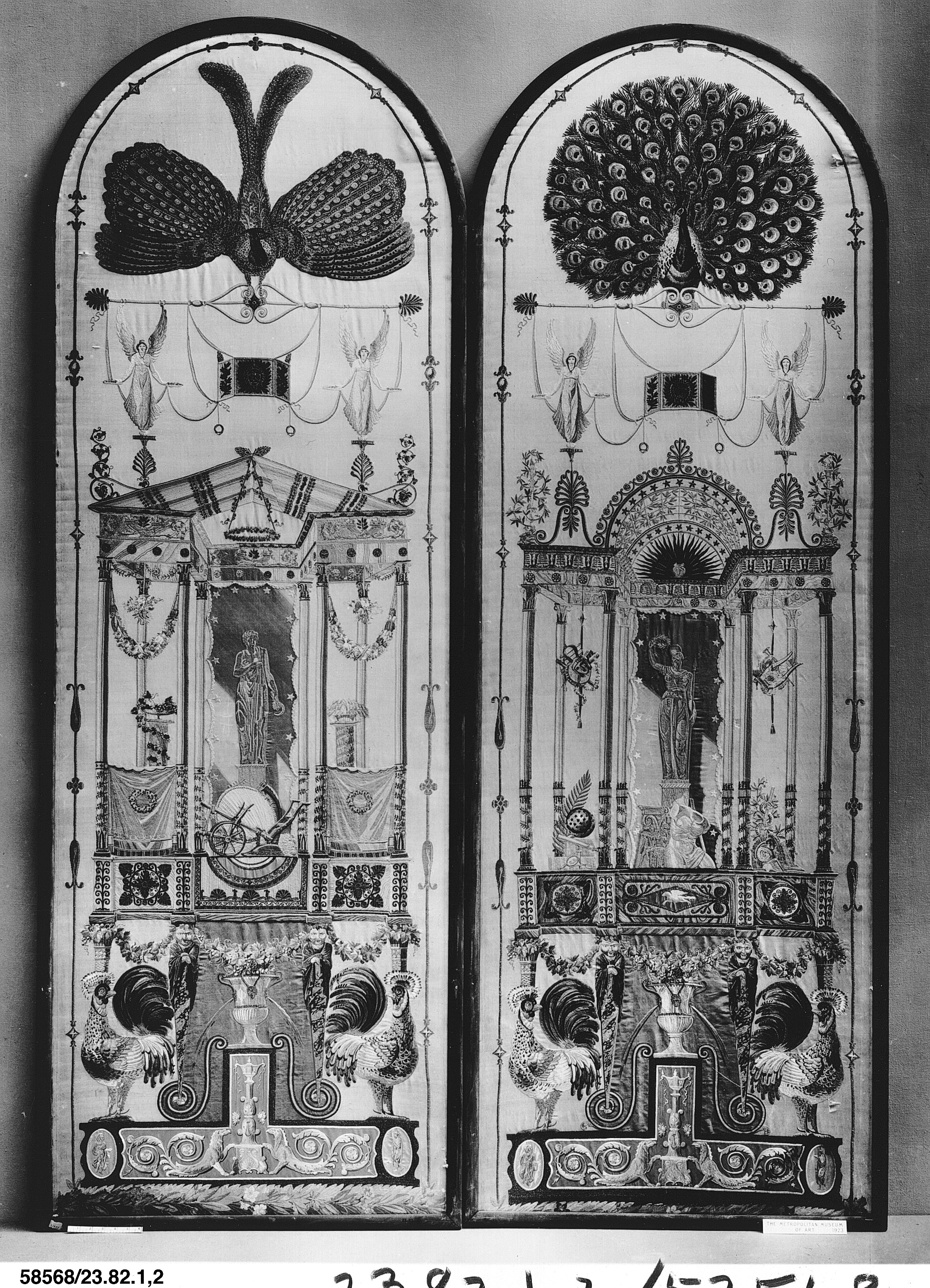
Paire de panneaux muraux, broderie, entre 1800 et 1810
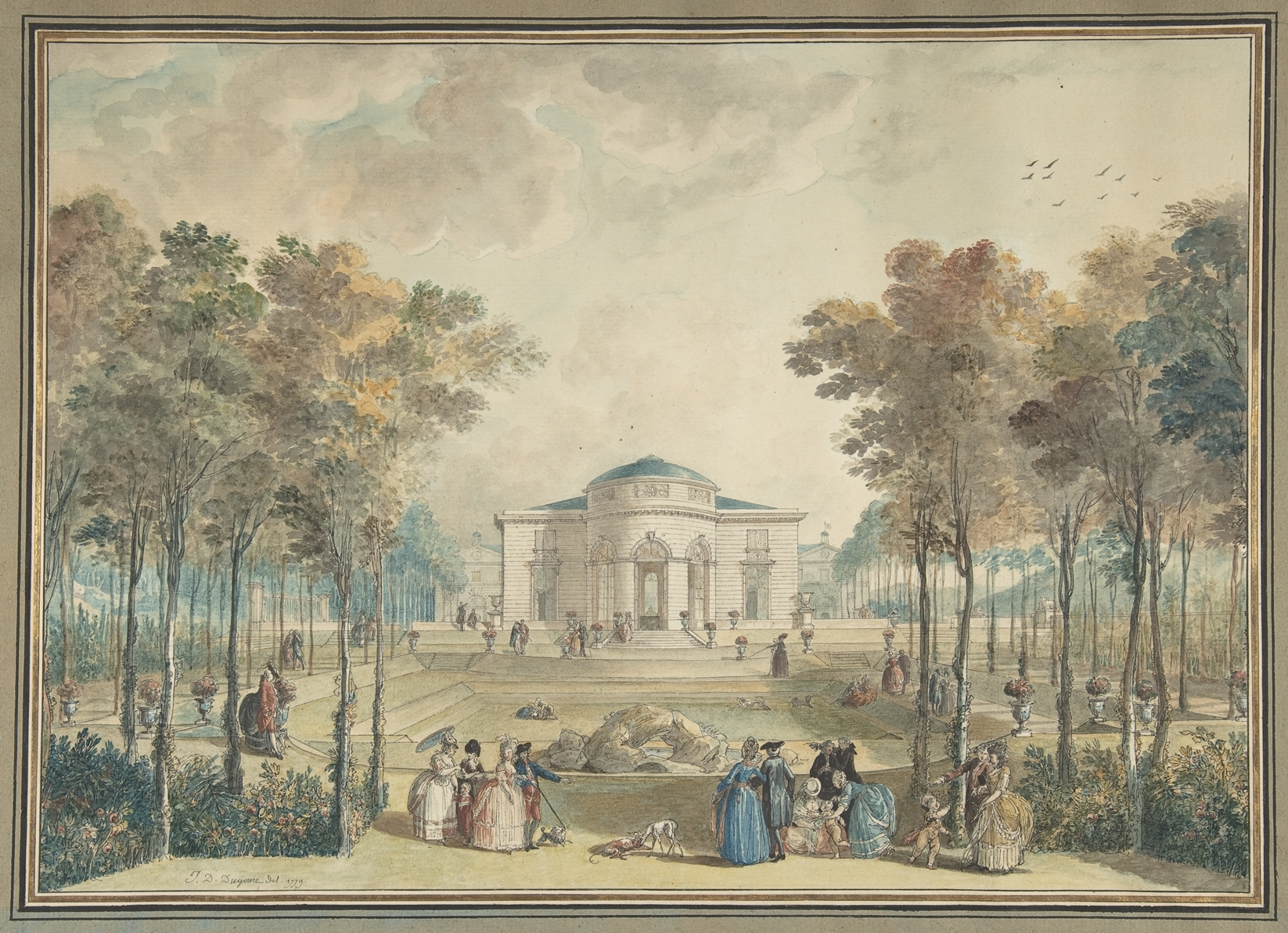
Bagatelle, façade côté jardin